# Quadrante Europa
Quadrante Europa (oft abgekürzt: QE) ist der italienische Name eines großen Güterverkehrszentrums (GVZ) mit Großmarkt in Verona, am Schnittpunkt bedeutender europäischer Transportwege in Norditalien.

## Lage
Der Quadrante Europa liegt im Südwesten Veronas nahe dem norditalienischen Kreuzungsbereich der Nord-Süd-Achse mit der Ost-West-Achse sowohl im Bahnverkehr als auch im Kraftverkehr.
Knapp östlich des Areals treffen die Brennerbahn und ihre südlichen Fortsetzungen Verona–Bologna und Verona–Mantua–Modena auf die Bahnstrecke Mailand–Venedig. Knapp westlich des Areals liegt der Autobahnknoten der A22 (Brennerautobahn) mit der A4 (Autostrada Serenissima).
Das großräumige Gebiet zwischen den Verkehrsachsen bildet annähernd ein Quadrat, das namengebend (Quadrante) für das heutige Handels- und Verkehrszentrum ist.
In der Nähe befindet sich der Flughafen Verona-Villafranca (Valerio Catullo).

## Warenvolumen
In diesem intermodalen Logistik- und Servicezentrum haben sich ca. 100 Unternehmen mit über 4500 Beschäftigten angesiedelt. Durch das Güterverkehrszentrum Verona gehen ca. 30 % der italienischen und ca. 50 % der internationalen Warentransporte von und nach Italien (2006). Im Jahr 2006 wurden im Quadrante Europa 25.589.000 Tonnen Güter bewegt. Nach dieser Untersuchung ist der Interporto Verona der bedeutendste in Italien unter folgenden Gesichtspunkten: höchste Anzahl von Beschäftigten, beste Infrastruktur im Transportwesen, zahlreiche Serviceangebote, eigene Zollniederlassung, 110 ansässige Firmen.

## Logistikzentrum
Das Areal des Logistikzentrums umfasst ca. 220.000 m², wovon 150.000 m² der Volkswagen Group Italia gehören, mit den Niederlassungen für Italien von Volkswagen, Audi, Škoda und Seat. Volkswagen Group Italia hat Büroräume, Ausstellungssalons, eine Kantine für die Mitarbeiter, ein Ausbildungszentrum und ein großes Ersatzteilzentrum gebaut.

## Eisenbahnzone
Zur Eisenbahnzone des QE führen Verbindungsgleise von allen Strecken des Knotens außer von Fahrtrichtung Mailand. Darin befinden sich ein intermodales Terminal mit zwölf Gleisen, ein Durchgangsterminal mit drei Gleisen und ein weiteres Terminal mit fünf Gleisen.

## Obst- und Gemüsegroßmarkt
Der südlich davon gelegene Obst- und Gemüsegroßmarkt VeronaMercato hat eine Fläche von circa 550.000 m². Hier werden Obst und Gemüse, Fische und Blumen sowie landwirtschaftliche Produkte gehandelt; auch hier sind verschiedene Dienstleister angesiedelt.